# غابريلا فيريا
غابريلا فيريا (بالرومانية: Gabriela Firea) (بالرومانية: Gabriela Firea) هي صحفية وسياسية رومانيا، عمدة بوخارست بدأً من تاريخ 23 يونيو 2016.

## روابط خارجية
- غابريلا فيريا على موقع IMDb (الإنجليزية)
- غابريلا فيريا على موقع ميوزك برينز (الإنجليزية)